# Eupithecia indescripta
Eupithecia indescripta är en fjärilsart som beskrevs av Franz Dannehl 1933. Eupithecia indescripta ingår i släktet Eupithecia och familjen mätare. Inga underarter finns listade i Catalogue of Life.